# Nikodem Popławski
Nikodem Popławski (Toruń, 1º marzo 1975) è un fisico polacco. Noto soprattutto per l'ipotesi che ogni buco nero potrebbe essere una porta verso un altro universo e che l'universo si è formato all'interno di un buco nero che a sua volta esiste in un universo più grande. Questa teoria è stata classificata tra le dieci più grandi scoperte scientifiche del 2010 da National Geographic e Science.

## Biografia
Popławski ha conseguito la laurea in astronomia presso l'Università di Varsavia nel 1999 e il dottorato di ricerca. Laurea in fisica presso l'Università dell'Indiana nel 2004, dove in seguito ha lavorato come docente e ricercatore in fisica teorica. È entrato a far parte del Dipartimento di Matematica e Fisica dell'Università di New Haven come docente senior nel 2013.

## Nella cultura di massa
Popławski è apparso in un episodio dello show televisivo Through the Wormhole intitolato Are There Parallel Universes? (stagione 2) e in un episodio del programma Curiosity di Discovery Channel intitolato Is There a Parallel Universe? nel 2011.